# Corpus Catholicorum (Reihe)

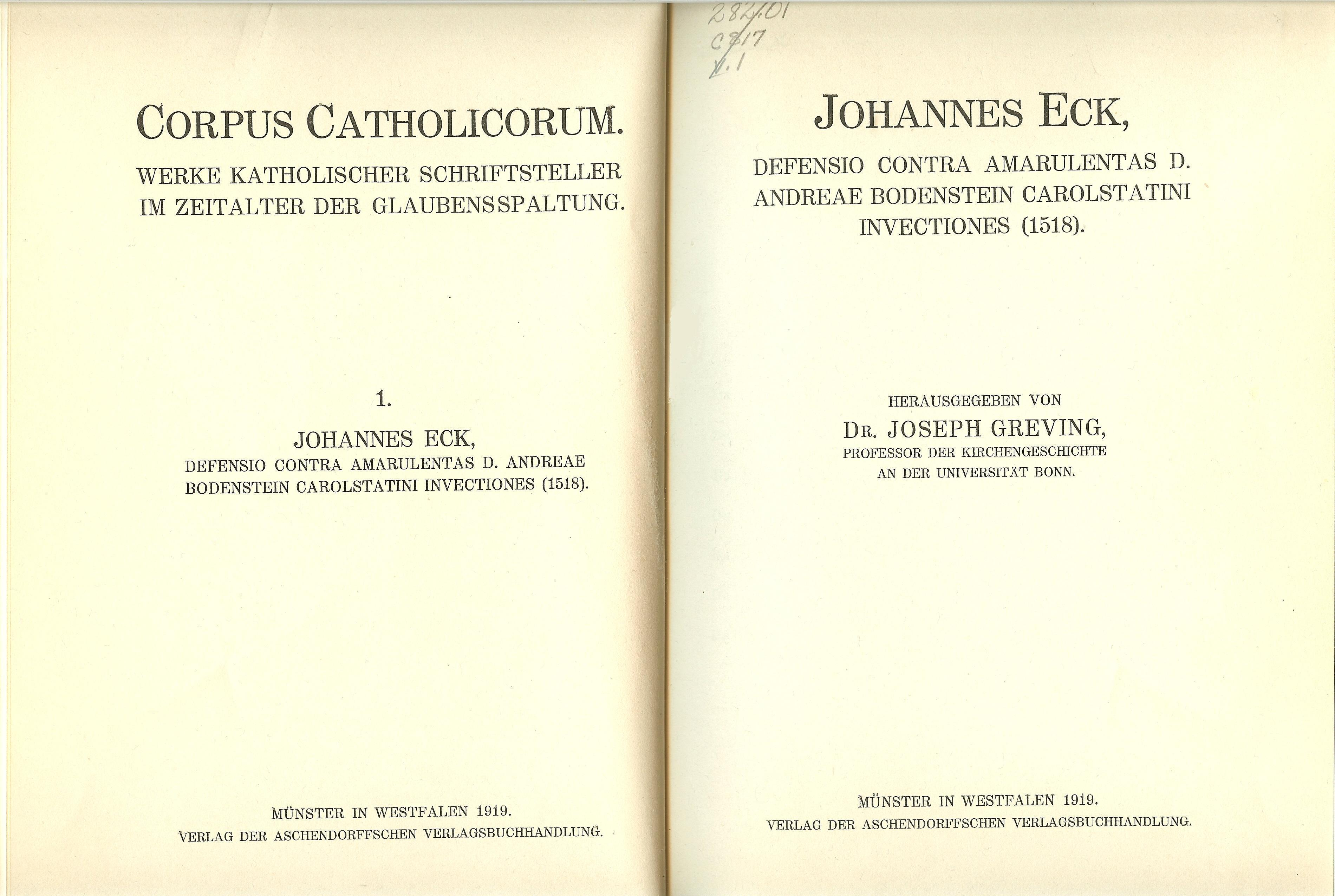
Titelseiten von Bd. 1 des Corpus Catholicorum

Corpus Catholicorum (Corp. Cath., CCath., CC) (dt. Sammlung der Katholischen, Münster, 1919 ff.) ist eine Sammlung von Schriften führender Vertreter und Verteidiger der Römisch-Katholischen Kirche des 16. Jahrhunderts. Der vollständige Reihentitel lautet: Corpus Catholicorum: Werke katholischer Schriftsteller im Zeitalter der Glaubensspaltung.

## Geschichte
Die Reihe, geplant als Gegenstück zu der Buchreihe Corpus Reformatorum, wurde durch Professor Joseph Greving (1868–1919) von der Universität Bonn 1915 in der Zeitschrift Theologische Revue angekündigt.

## Herausgeber
- Joseph Greving
- Albert Ehrhard
- Joseph Lortz
- Erwin Iserloh
- Peter Walter

## Bände im Corpus Catholicorum
- Bd. 1. Johannes Eck: Defensio contra amarulentas d. Andreae Bodenstein. Hrsg. Joseph Greving, S.J., Münster 1919.
- Bd. 2.
- Bd. 3. Johannes Cochlaeus: Adversus cucullatum minotaurum wittenbergensem: De sacramentorum gratia iterum. (1523) Hrsg. Joseph Schweizer, Münster 1920, Digitalisat.
- Bd. 4.
- Bd. 34. Johannes Eck: Enchiridion locorum communium adversus Lutherum et alios hostes ecclesiae. Mit den Zusätzen von Tilmann Smeling. Hrsg. Pierre Fraenkel. Münster 1979. ISBN 978-3-40203-182-7.
- Bd. 43. Heinrich VIII.: Assertio septem sacramentorum adversus Martinum Lutherum, Henry VIII, King of England. Hrsg. Pierre Fraenkel, Münster 1992. ISBN 978-3-40203-457-6, ISBN 3-40203-457-3.
- Bde. 45–48: Mary Ward und ihre Gründung: Die Quellentexte bis 1645. 4 Bde. Hrsg. Sr. Ursula Dirmeier CJ. Münster 2007
  - Bd. 45 (Band 1), ISBN 978-3-40203-459-0, ISBN 3-40203-459-X
  - Bd. 46 (Band 2), ISBN 978-3-40203-460-6, ISBN 3-40203-460-3
  - Bd. 47 (Band 3), ISBN 978-3-40203-461-3, ISBN 3-40203-461-1
  - Bd. 48 (Band 4), ISBN 978-3-40203-462-0, ISBN 3-40203-462-X